# Muelle de los Bueyes
Muelle de los Bueyes är en kommun (municipio) i Nicaragua med 23 806 invånare (2012). Den ligger i den autonoma regionen Costa Caribe Sur, i den sydöstra delen av landet, längs landsvägen mellan Juigalpa och El Rama. Kommunens huvudnäringar är boskapsskötsel och jordbruk med majs, bönor, rotfrukter och bananväxter som de primära grödorna.

## Geografi
Muelle de los Bueyes gränsar till kommunerna El Rama i norr och öster, Nueva Guinea och El Coral i söder, samt till Villa Sandino och Santo Tomás i väster. Kommunens största ort och centralort är Muelle de los Bueyes med 3 078 invånare (2005).

## Historia
Utvecklingen i området tog fart på 1930-talet med utvinning av gummi och kräkrot för den amerikanska marknaden. Dessa varor fördes med oxar som dragdjur till Río Mico varifrån de sedan skeppades med båt nedför floden till Bluefields vid Karibiska havet. Kommunens namn betyder oxkajen, efter den plats vid floden där omlastningen skedde från oxar till båtar.
Kommunen grundades 1971 genom en utbrytning från El Rama.